# چه روز زیبایی
چه روز زیبایی (ایتالیایی: Che bella giornata) یک فیلم کمدی ایتالیایی به کارگردانی جنارو نونتسیانته است که در سال ۲۰۱۱ منتشر شد.

## بازیگران
- ککو زالونه
- روکو پاپالئو
- مهدی براندو مهدلو
- آنا ریتا دل پیانو
- تولیو سولنگی
- لوچیا مودونیو